# غارلاند فريزر
غارلاند فريزر (بالإنجليزية: Garland Frazier)‏ هو مدير فني أمريكي، ولد في 5 أبريل 1917 في تير هوت في الولايات المتحدة، وتوفي في 11 يناير 1991.